# Aðaldalur

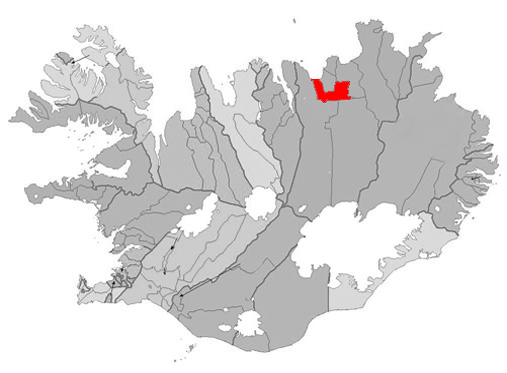
L'estensione del vecchio comune

Aðaldalur (is. Aðaldælahreppur) è un ex-comune islandese della regione di Norðurland eystra, assorbito nel 2008 dal comune di Þingeyjarsveit.